# Jackson Township (comté d'Andrew, Missouri)
Pour les articles homonymes, voir Jackson Township.
Jackson Township est un township du comté d'Andrew dans le Missouri, aux États-Unis,. En 2010, le township comptait une population de 620 habitants.  Organisé en 1846, il est baptisé en référence à un pionnier de la première heure.